# Лайамон
Лайамон (англ. Layamon; La ȝ amon, якщо використовувати архаїчну букву «yogh»), або Юрист (Lawman) — поет початку 13-го століття та автор «Брута», відомого англійського вірша дванадцятого століття, який був першим твором англійською мовою, що розповідає легенду про Артура і лицарів Круглого столу.